# Saussurea kitamurana
Saussurea kitamurana là một loài thực vật có hoa trong họ Cúc. Loài này được Miyabe & Tatew. miêu tả khoa học đầu tiên năm 1936.